# Claire Williams
Claire Williams (Windsor, 21 luglio 1976) è un'imprenditrice britannica, nota per essere stata vicepresidente e vice team principal della Williams F1 dal 2014 al 2020.

## Biografia
Nasce nel 1976 a Windsor, nel Berkshire, figlia di Sir Frank Williams e di sua moglie Lady Virginia Williams. Nel 1999 si laurea in Scienze Politiche all'Università di Newcastle.

### Carriera
Dopo la laurea inizia a lavorare come addetta stampa al circuito di Silverstone.
Nel 2002 è assunta dalla scuderia Williams, presso la quale nel 2010 diviene responsabile della comunicazione. Nell'aprile del 2012 entra a far parte del consiglio di amministrazione della società, prendendo il posto del padre e venendo promossa a direttrice della comunicazione e del marketing. L'anno seguente è promossa vice team principal, continuando a occuparsi principalmente della gestione commerciale della scuderia. Nel corso della stagione 2020, dopo due anni e mezzo segnati dall'accumulo complessivo di soli 8 punti da parte della scuderia britannica, viene ufficializzato il cambio di proprietà della Williams F1, al prezzo di 152 milioni di euro, in favore del fondo d'investimenti statunitense Dorilton Capital. Il 3 settembre 2020 la scuderia e Claire Williams annunciano congiuntamente la rinuncia, da parte di quest'ultima, ai propri incarichi nel team, a partire dal termine del Gran Premio d'Italia.